# Spodoptera nigrofascia
Spodoptera nigrofascia är en fjärilsart som beskrevs av George Duryea Hulst 1881. Spodoptera nigrofascia ingår i släktet Spodoptera och familjen nattflyn. Inga underarter finns listade i Catalogue of Life.